# سانتي كولك
سانتي كولك (بالهولندية: Santi Kolk)‏ (2 أكتوبر 1981 بلاهاي في هولندا - ) هو لاعب كرة قدم هولندي في مركز الهجوم. شارك مع منتخب هولندا تحت 21 سنة لكرة القدم. أما مع النوادي، فقد لعب مع آر كي سي فالفيك وأدو دين هاغ وبي إي سي زفوله ودين بوستش وفاينورد وفيتيسه آرنهم ونادي إكسلسيور ونادي هيرنفين وناك بريدا ويونيون برلين.

## وصلات خارجية
- سانتي كولك على موقع قاعدة بيانات كرة القدم.إي يو (الإنجليزية)
- سانتي كولك على موقع بيانات كرة القدم. دي إي (الألمانية)
- سانتي كولك على موقع عالم كرة القدم.نت (الإنجليزية)